# Сверков
Сверково (бел. Сверкава) — упразднённый посёлок и с 2014 года улица Полевая города Рогачёв. железнодорожная станция на линии Рогачёв — Жлобин, в Заболотском сельсовете Рогачёвского района Гомельской области Белоруссии.

## География

### Расположение
В 3 км на юг от Рогачёва, 118 км от Гомеля.

## Транспортная сеть
Рядом железнодорожная и автодорога Рогачёв — Жлобин. Состоит из хаотично стоящих около железной дороги строений.

## История
Основана в начале XX века. после открытия 24 декабря 1902 года железной дороги Витебск — Жлобин, когда здесь начал работать железнодорожный разъезд. В 1932 году жители вступили в колхоз. Во время Великой Отечественной войны в июне 1944 года оккупанты сожгли посёлок. Согласно переписи 1959 года в составе колхоза «Заветы Ильича» (центр — деревня Лучин).
До 16 декабря 2009 года в составе Лучинского сельсовета.
12 июля 2015 года посёлок Сверков упразднён.
С 10 февраля 2014 года улица Полевая города Рогачёв.

## Население

### Численность
- 2004 год — 2 хозяйства, 3 жителя
- 2019 год - 6 хозяйств, 13 жителей

### Динамика
- 1940 год — 9 дворов, 33 жителя.
- 1959 год — 76 жителей (согласно переписи).
- 2004 год — 2 хозяйства, 3 жителя.
- 2019 год - 6 хозяйств, 13 жителей